# Jura (geologi)
 For alternative betydninger, se Jura (flertydig). (Se også artikler, som begynder med Jura)
Jura er den periode, der strækker sig fra 199,6 til 145,5 millioner år siden. Jura underinddeles i epokerne Lias, Dogger og Malm i kronologisk rækkefølge. Starten på Jura defineres som første optræden af ammonitten Psiloceras planorbis
Kuhjoch i Karwendel Alpine Park anses fra sommeren 2011 som det gyldne søm, referencepunktet for overgangen mellem Trias og jura.
Kildebjergarten til nordsøolien, Kimmeridge Clay, blev aflejret i Jura.

## Planter og dyr
Hele Mesozoikum, dog mest fra og med Jura kaldes dinosaurernes tidsalder, fordi de størrelsesmæssigt dominerede på landjorden. I Jura fandtes det største rovdyr nogensinde, Liopleurodon, en pliosaur der kunne blive 20 meter lang. Der var også andre store havkrybdyr. De hybodonte hajer lå lavere i fødekæden, sammen med saltvandskrokodillerne. Der var også en slægtning til Liopleurodonen kaldet Kronosaurus der levede på samme tidspunkt. I slutningen af Jura blev de mindre rhamphorhynchide flyveøgler udskiftet med de større pterodactyle flyveøgler. Skiftet skyldtes sandsynligvis konkurrence fra jurafuglene, der bedre kunne tåle rifter i vingerne fra kviste o.lign.